# Merlion

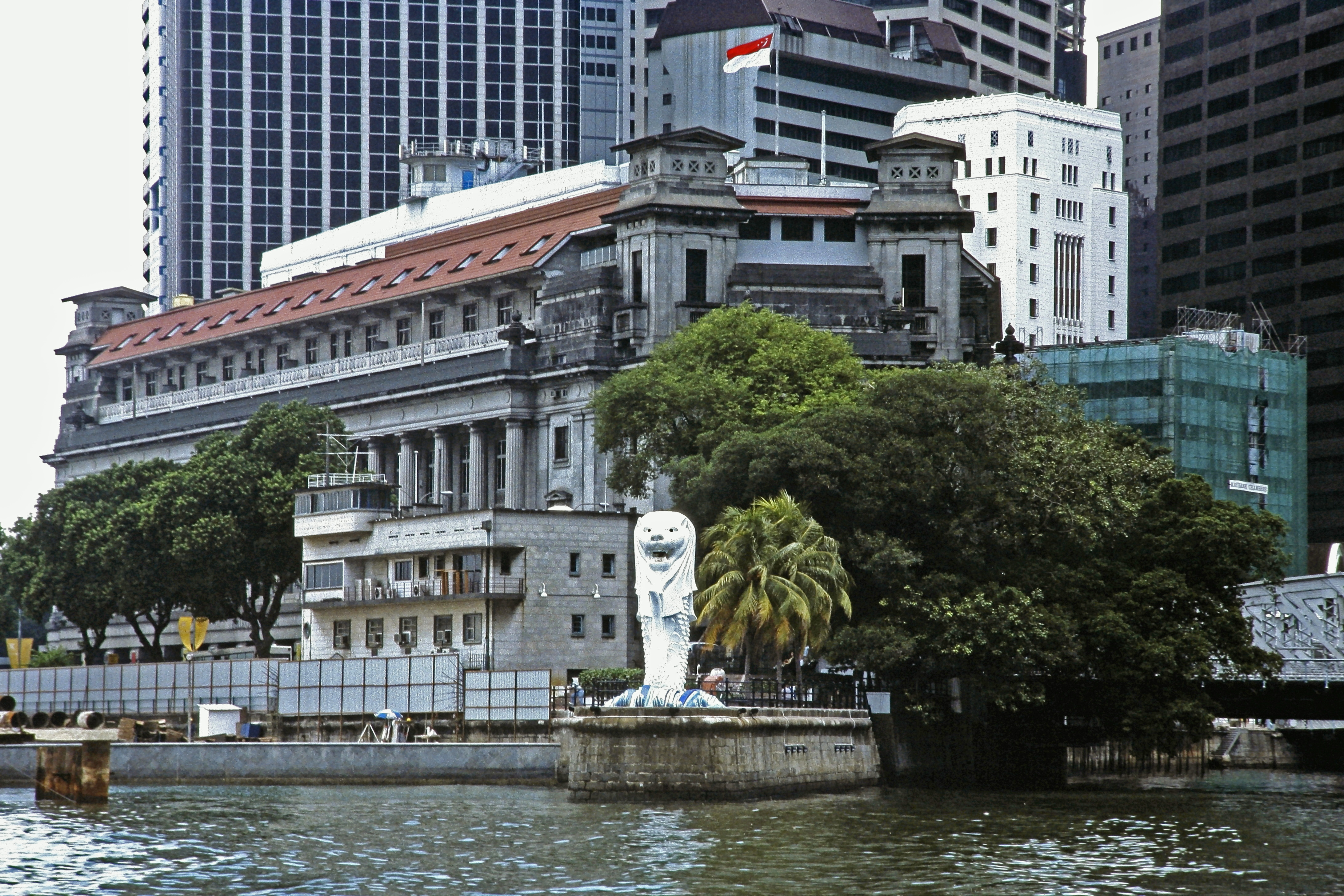
Merlion 1994 an der Mündung des Singapore-Rivers (erster Standort)

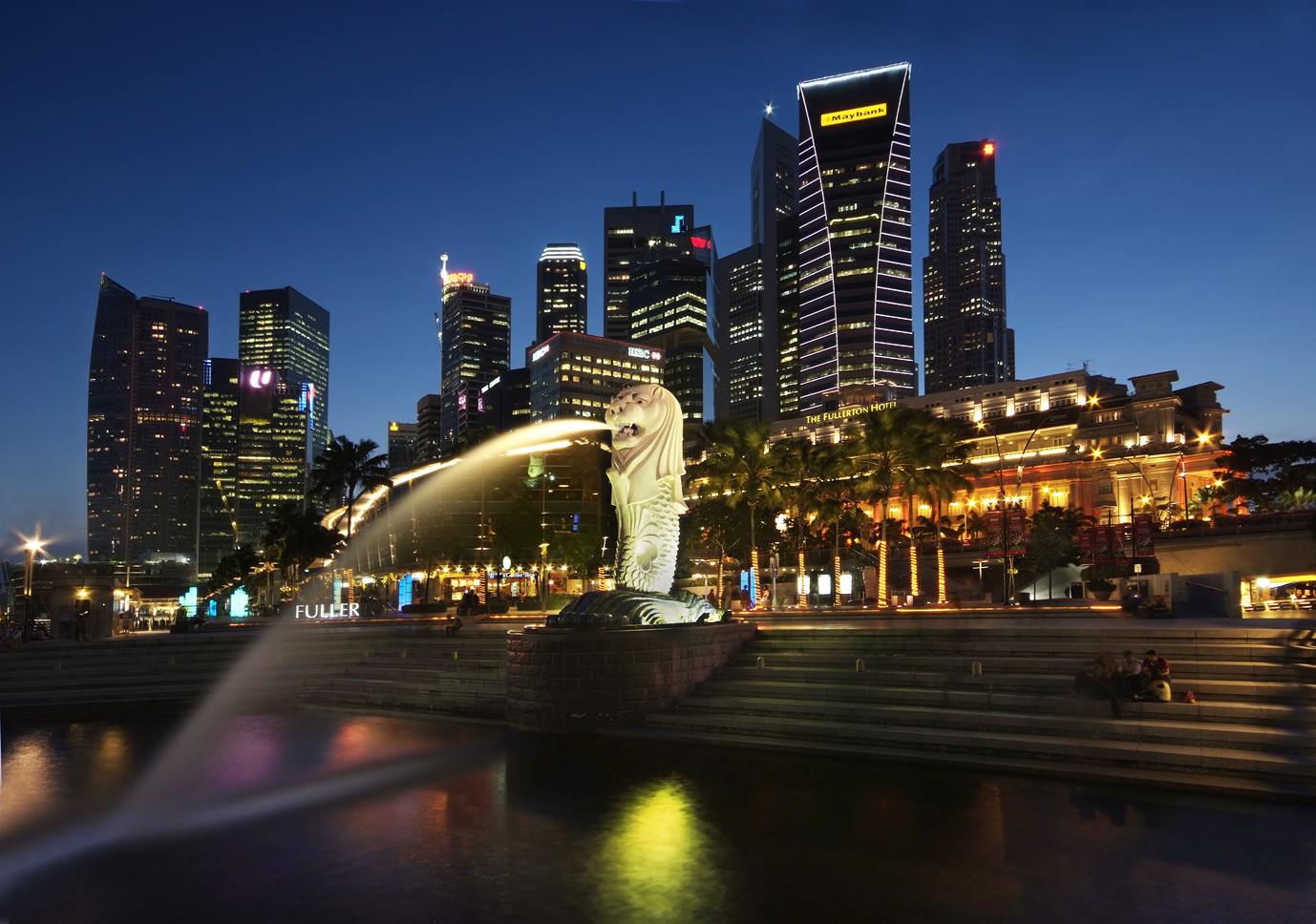
Merlion von der Marina Bay aus betrachtet

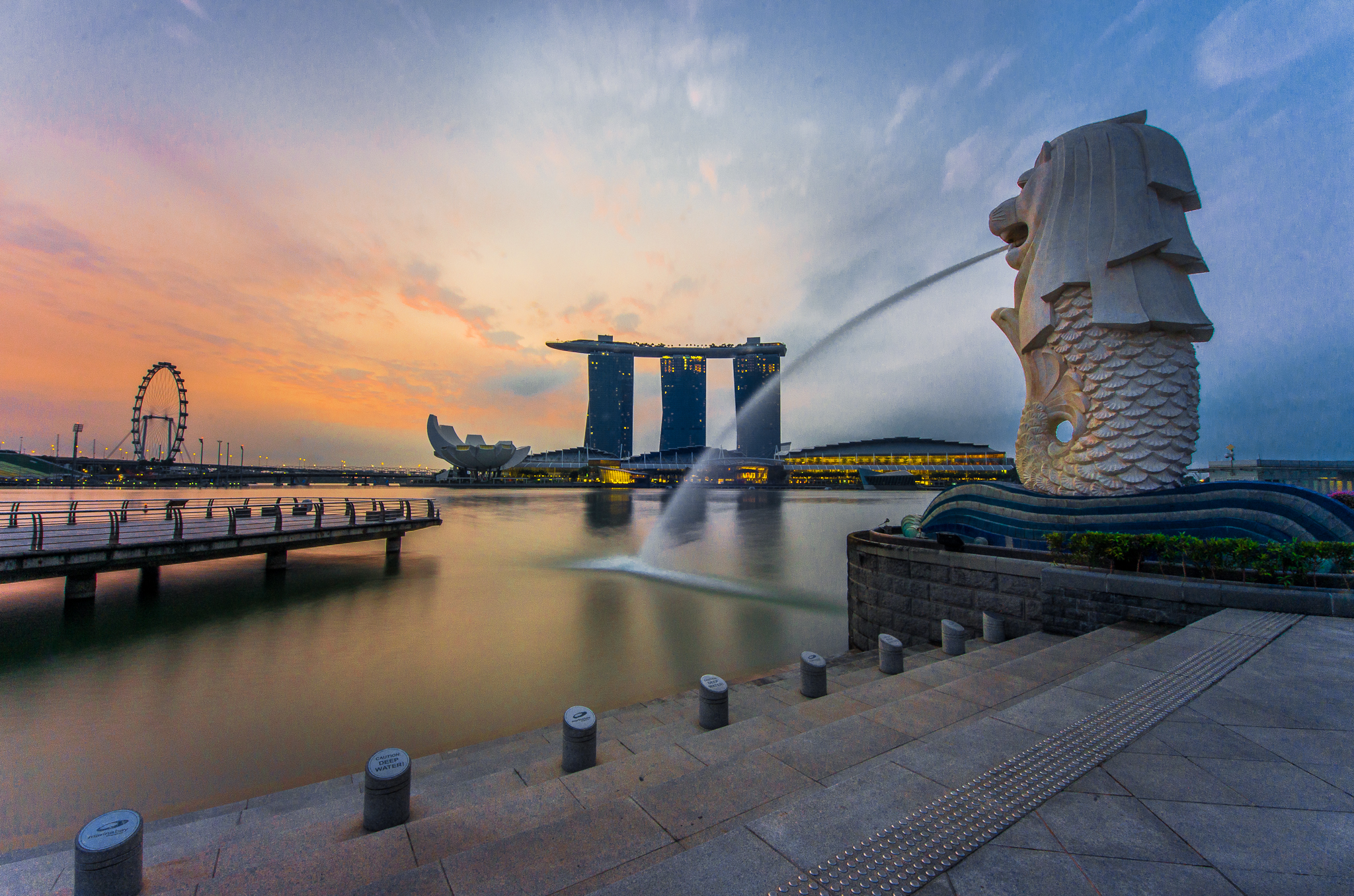
Merlion mit dem Marina Bay Sands im Hintergrund

Der Merlion ist Wahrzeichen und Allegorie der südostasiatischen Metropole Singapur. Der Name ist ein aus dem englischen Präfix mer- (das Meer betreffend) und dem Wort lion (Löwe) zusammengesetztes Kunstwort für den Schutzpatron der Stadt, ein Fabelwesen mit Löwenkopf, der Stärke und Furchtlosigkeit symbolisiert, und Fischkörper, der für den Ursprung aus und die Verbundenheit mit dem Meer steht.

## Geschichte
Die Figur des Merlion wurde 1964 von Alec Fraser-Brunner im Auftrag der Tourismuskommission von Singapur als Logo für die Stadt entwickelt und spielt auf die Legende der Stadtgründung an.
Die 8,6 m hohe und 70 t schwere Originalstatue wurde 1971/72 von Lim Nang Seng geschaffen. Eingeweiht am 15. September 1972, stand diese zunächst in der Nähe der Anderson Bridge, der damaligen Mündung des Singapore Rivers. Nach dem Bau der Esplanade Bridge, die 1997 fertiggestellt wurde, war die Sicht von der Marina Bay auf die Statue eingeschränkt, sodass die Statue versetzt wurde. Seit April 2002 steht sie an der heutigen Mündung des Flusses, auf einer Art Vorsprung vor dem Fullerton Hotel, dem sogenannten Merlion Park. Erst seit dem Umzug spuckt die Statue wieder Wasser, nachdem sie dies aufgrund einer Fehlfunktion der Wasserpumpe seit 1998 nicht mehr tat.
Die Statue wurde am 28. Februar 2009 um etwa 4:30 Uhr morgens durch einen Blitzschlag am Kopf sowie durch herabfallende Teile an der Basis beschädigt und umgehend repariert.
Weitere Statuen sind über die Stadt verteilt, so auch eine 37 m hohe, begehbare Nachbildung auf der Freizeitinsel Sentosa. Diese wurde jedoch am 20. Oktober 2019 geschlossen und wird aufgrund von Umgestaltungsmaßnahmen der Insel abgerissen werden.

## Trivia
Ein Merlion mit dem Namen Merly war eines der beiden offiziellen Maskottchen der Olympischen Jugend-Sommerspiele 2010, die in Singapur stattfanden.